# .бел
.by (no alfabeto latino) ou .бел (em bielorrusso:  Беларусь, Bel arus), é um código de domínio de topo referente ao país (ccTLD) em um endereço de Internet da Bielorrússia. A ativação do domínio ocorreu no final de 2014.